# 三歳児神話
三歳児神話（さんさいじしんわ）とは、以下の意味で使用される。
1. 子供が3歳になるまでは母親は子育てに専念すべきであり、そうしないと成長に悪影響を及ぼすという考え方[1]。
2. 「3歳頃までの脳の成長は重要である」という命題のこと。平成10年（1998年）版『厚生白書』、国会議事録の一部は定義2の意味で使われている。日本赤ちゃん学会ではこの定義も並行して扱われた[2]。
3. 三歳児神話、という用語が持つ「悪影響がある」とする考え方を否定的にみなすニュアンスそのもの。つまり「悪影響があるというのは疑わしい」といった意味合い[3]。

以下では、上記1の意味を中心に解説する。

## 概要
大日向雅美によると、以下のような要素からなるという。
1. 子供の成長にとって幼少期が重要である。
2. この大切な時期は生みの母親が養育に専念しなければならない。なぜならお腹を痛めたわが子に対する母の愛情は子供にとって最善だからである。
3. 母親が就労などの理由で育児に専念しないと、将来子供の発達に悪い影響を残す場合がある。

## 三歳児神話の科学的当否に関する研究動向
下は定義1または2、保育などとの関係についての三歳児神話に関するもの。

### 肯定
- 脳科学者の澤口俊之（認知神経科学、脳進化学、霊長類学）は「8歳まで母親が家で子育てを行うべき」と主張した。（『幼児教育と脳』、文春新書、1999）
- 林道義（経済学、深層心理学、特にユング心理学）は、2003年（平成15年）4月2日の国会で参考人として出席した際に「三歳までは母親の影響が非常に多い、大きい、非常に大切であるという意味であるならば、これはもう山ほど実証的な研究等々ありまして」「三歳までではなくて、実はもっと思春期までは母親というのは非常に大事」と発言した上、発言時間の都合から詳細は著書である『母性の復権』を参照するようにと発言している。
- 2016年に発表された0～2歳の保育所に通った子供を対象に、8～14歳の知能指数に与える影響を調査した研究によると、保育所に1ヶ月通うことでIQが0.5％（標準偏差4.5％）低下することがわかった[4]。なお、ビッグファイブ性格特性の誠実性に対する影響は推定されなかった[4]。心理学者が示唆するところによると、託児所の子供は大人との1対1との交流をあまり経験していないとされ、さらに幼い年齢で認知刺激を利用する能力が高い女児に特に当てはまるとされた[4]。実際に女児での損失は大きく、特に裕福な家庭で顕著だった[4]。
- 2019年に発表された同様の調査でも1ヶ月通うことでIQが0.5%（標準偏差4.7%）低下することがわかっており、この負の影響は家族の収入と比例する[5]。また、今回の調査では性格特性にも同様に負の影響が見られた[5]。これらの知見は、託児所の子どもは大人との1対1の交流が少なく、そのような交流の質が高い家族の場合は託児所による負の効果があるという心理学の仮説と一致している[5]。

### 否定
- 菅原ますみ（発達心理学）は、1999年のNational Longitudinal Survey of Youthによる縦断研究（12万6000名の女性から生まれた2095名を12歳まで追跡）においては、早期の就労復帰と後の子どもの問題行動の発達には関係がないとされたと説明している。ただし、発表の場にいた小児科医は、質疑応答でアメリカ政府が委託して行った乳幼児調査で逆の結果が出た旨を質問し、菅原は「保育の内容とともに時間の問題を含めて丁寧に検討されなければならないと思います」と返答している[6]。

- 菅原らは、サンプル数が十分ではないとしつつ、生後15年間にわたり何回か追跡調査らを基にして、衝動エネルギーが強くてコントロールが下手で割と回りに迷惑がかかりがちな問題行動、抑うつ傾向、母子関係の良好さの三つについて母親の就労復帰にもとづく悪影響が見られない、としている[6]。

- 大日向雅美（発達心理学）によるとGottfriedら（約10年、130家庭の追跡調査、佐々木保行訳『母親の就労と子どもの発達』ブレーン出版、1996など参照）や、アメリカ国立小児保健・人間発達研究所（NICHD）（約10年1364人を乳児から追跡）の調査の結果、「子どもの発達は、母親が働くか育児に専念するかという形だけでは議論できない」、と結論づけられたという。（さらに両研究とも家族、保育の環境等との関係も詳細に調べられたという）（同）。

- 2001年に網野武博が行ったメタ分析によれば、「親（とくに実の母親）とともに家庭で過ごしたか否かという、単純な変数のみで判断することは、全く科学的ではない」とされた。この時期の子どもに重要なこととして、家庭環境や保育環境におけるケアの質、対人関係における豊かな人間的総合作用をあげている[7]。

- 2004年には、安梅勅江（発達保健学）ら厚生労働省研究班が認可保育園約80カ所の園児3000人前後と親の5年間の追跡調査を実施。保育園での時間の長さは子供の発達にほとんど影響せず、家族で食事をしているか、親に育児相談をする相手がいるかなどの要因が発達を左右する、としている[8]。

- 東北大学大学院の研究グループの研究では、保育施設を１歳未満から利用していた子どもと３歳まで利用しなかった子どもとを比べ、保育施設を利用した子どもの方が３歳時点で問題解決能力やコミュニケーション能力などが高いという結果が出た[9]。

- こども家庭庁は、科学的知見に基づき三歳児神話には根拠がないとされていると解説をしている[10]。

## 社会的位置づけ
これらは家庭教育の面で母親が母性を発揮して子の庇護を行うという観点に立ってのもので、こういった環境が3歳までの幼児の情緒の発達に重要であると考えられてのことである。スウェーデンでもこうした考え方から、親が子を直接に3歳まで世話が出来るようなシステムが整っている 。
この観点では幼少期の父親の役割は軽視されがちなため、非行など子供の問題行動が社会問題視されると、その原因が幼少期の母親の就労にあるとする論調が根強い。またそのようなイメージが社会にあるため、出産した女性の就労継続・再就労を断念させる要因のひとつとなっているという見解が存在する。（国会議事録など）　一方で三歳児神話批判に対し平等の行き過ぎを懸念する声もある。（同議事録など）
平成10年（1998年）版『厚生白書』が「少なくとも合理的な根拠は認められない」と初めてこの問題に絡む記載をしたが 、厚生労働省はその後の国会答弁で「三歳児神話というのは、明確にそれを肯定する根拠も否定する根拠も見当たらないというのが事実」とした。なお、大野由利子政務次官は、（前略）「厚生白書の作成の際にも調査、検討を行ったわけでございますが、少なくとも合理的な根拠はないと、こういうふうに厚生白書の中でも検討結果が示されているところでございます。ただ、乳幼児期は、非常に特定の者との深い愛情関係、愛着関係を通して大変人間としての成長があるということで、人間に対する基本的信頼感を形成する大事な時期であることは事実でございます。」と答弁している。
厚生白書によると三歳児神話は欧米における母子研究などの影響を受け1960年代に広まったと言われているという。また、高度経済成長期の後の時代には福祉予算の削減の為に、母親が育児をすべきだという考え方が広められたという意見がある。
大日向雅美は三歳児神話をどう認識するかは男女ともにキャリア、家庭との関係において、人生を大きく左右する深刻な問題だとしている。その一方で、この問題はイデオロギーが深く関係しているとした。
一方で、三歳児神話が一人親家庭や幼少時に親と死別した子への差別や偏見、過度の同情に影響しているという見解もある。
三歳児神話はフランスでは希薄であり、育児休業をとらず、産後2～3カ月で子どもを保育所に預けて働く母親も多い。保育所整備や出産・育児への公的支援が手厚いこともあり、日本やドイツより高い出生率を維持している。

## 通時的関連事項
- 1905年、羽仁もと子は教育では母親が子供に慕われることが大切であり、慕われるためには「昼も夜も手塩にかけて保護を与える」ことだと説いた[19]。
- 戦後の産業構造転換に伴い「夫が外で仕事を，妻が家庭で家事・育児を担う」という役割分業が確立し、1970年代までは専業主婦の数が増加し続けた。
- 1951年、ジョン・ボウルビィは、母親から引き離されて、乳児院などに預けられた子供の発達不良に関して論文を発表した[20]。（母性的養育の剥奪）
- 1985年、『日本大百科事典』の「育児」の項においては「三歳児未満は、親子間の情緒的な関係を緊密にする時期」とされ、三歳までに十分な母子間の緊密な情緒的関係が形成されない場合は「情緒の発達が遅れ、情緒の不安定は次第に強くなる」との記述がある。
- 1998年、『厚生白書』において「自立した個人の生き方を尊重し、お互いを支え合える家族を」との厚生省（当時）の主張が掲げられ、「これらのことを踏まえれば、三歳児神話には、少なくとも合理的な根拠は認められない。」と記述された。
- 2001年、日本赤ちゃん学会において「三歳児神話」は二つの定義が論じられた。一つは「子どもは3歳までは常時家庭において母親の手で育てないと、その後の成長に悪影響を及ぼす」であり、懐疑的に見られた。いま一つは「3歳までの脳の成熟は極めて重要であって、その間に正しい刺激を与えなければ、健常な発達が臨めないことがある」という定義である。
- 2005年、文部科学省の「情動の科学的解明と教育等への応用に関する検討会」は、「適切な情動の発達については、3歳くらいまでに母親をはじめとした家族からの愛情を受け、安定した情緒を育て、その上に発展させていくことが望ましいと思われる」と報告した。

## 関連文献
- 『育児日記―誕生から3歳まで』婦人之友社 (1992/04)ISBN 4829201398
- 『初めてママの母乳育児安心BOOK―妊娠中から卒乳まで』ベネッセコーポレーション (2004/01)ISBN 4828856765
- 『幼稚園では遅すぎる―人生は三歳までにつくられる!』サンマーク出版 (2003/08)ISBN 4763195344
- 『母親の就労と子どもの発達―縦断的研究』ブレーン出版 (1996/04) ISBN 4892425540